# Reuil

Reuil este o comună în departamentul Marne, Franța. În 2009 avea o populație de 305 de locuitori.